# 유희적 오류
나심 니컬러스 탈레브가 그의 저서 The Black Swan (2007)에서 제안한 유희적 오류는 "실제 상황을 모델링하기 위해 게임을 오용하는 것"이다. 탈레브는 이 오류를 "게임과 주사위의 좁은 세계에 우연에 대한 연구를 기초로 하는 것"이라고 설명한다. 형용사 ludic은 "놀이, 게임, 스포츠, 오락"을 의미하는 라틴어 명사 ludus에서 유래했다.

## 설명
이 오류는 이 책의 핵심 주장이자 미래를 예측하는 데 사용되는 예측 수학 모델에 대한 반박이며, 복잡한 영역에 단순하고 단순화된 통계 모델을 적용한다는 생각에 대한 공격이기도 한다. 탈레브에 따르면 통계는 확률을 명확하게 파악하고 정의할 수 있는 카지노 와 같은 일부 영역에만 적용될 수 있다. 탈레브의 주장은 예측 모델이 en 에 기반하여 수학적 순수성에 치우쳐 다양한 측면을 고려하지 못한다는 생각에 초점을 맞춘다.
- 이용 가능한 모든 정보를 소유하는 것은 불가능하다.
- 데이터의 작은 미지의 변화가 엄청난 영향을 미칠 수 있다. 탈레브는 자신의 아이디어를 혼돈 이론 의 수학적 개념 (예: en )과 차별화한다.
- 경험적 데이터에 기반한 이론이나 모델은 이전에 관찰되지 않았지만 엄청난 영향을 미치는 사건(예: 9/11 테러 공격 이나 자동차 발명 ) 을 예측하지 못할 수 있기 때문에 결함이 있다고 주장된다. 이를 블랙 스완 이론 이라고도 한다.

## 예시

### 예: 의심스러운 동전
이 책에 제시된 한 가지 예는 다음과 같은 사고 실험이다. 두 사람이 참여한다.
- 과학적이고 논리적 사고를 지닌 사람으로 평가받는 존 박사
- 재치로 사는 사람으로 여겨지는 뚱뚱한 토니

제3자가 "동전이 공평하다고 가정해 보세요. 즉, 동전을 던졌을 때 앞면과 뒷면이 나올 확률이 같다고 가정해 보세요. 제가 동전을 99번 던졌는데 모두 앞면이 나왔다. 다음 번 동전 던질 때 뒷면이 나올 확률은 얼마입니까?"라고 묻는다.
- 존 박사는 확률이 이전 결과에 영향을 받지 않으므로 확률은 여전히 50:50 이어야 한다고 말한다.
- 팻 토니는 동전이 99번 연속 앞면이 나올 확률이 너무 낮아서 동전이 앞면이 나올 확률이 50:50이라는 초기 가정은 틀렸을 가능성이 높다고 말한다. "동전은 장전되어야 한다. 공평한 게임이 될 수 없죠."

여기서 유희적 오류는 순전히 가정적인 모델(존 박사의 주장이 옳음)의 규칙이 현실에서도 적용된다고 가정하는 것이다. 예를 들어, 합리적인 사람이라면 룰렛에서 26번 연속 검은색이 나왔다면 빨간색 에 베팅하지 않을 것이다. (특히, 게임이 조작된 확률에 비해 정답에 대한 보상이 매우 낮기 때문이다.)
고전적 관점에서, 통계적으로 유의미한 사건, 즉 발생 가능성이 낮은 사건은 모델의 가정에 의문을 제기하게 한다. 베이지안 통계학 에서는 동전의 공정성에 대한 가정에 사전 분포를 적용한 후 , 베이지안 추론을 통해 이 분포를 업데이트하는 방식 으로 이를 모델링할 수 있다. 이러한 아이디어 en 로 모델링된다.

### 예: 싸움
나심 탈레브는 친구이자 거래 파트너인 마크 스피츠나겔 의 사례를 들어 설명한다. 유희적 오류 의 무술적 버전이다. 조직적인 경쟁적 격투는 선수가 경기에 집중하도록 훈련시키고, 집중력을 잃지 않기 위해 규칙에서 구체적으로 허용되지 않는 것, 예를 들어 사타구니 발차기, 기습적인 칼 공격 등의 가능성을 무시하도록 한다. 따라서 금메달을 따는 사람들은 현실에서 가장 취약한 사람들일 수 있다."

### 예: 금융 시장의 리스크 모델
탈레브는 유희적 오류의 대표적 사례로 금융 시장의 리스크 모델을 들었다. 2008년 세계 금융 위기 당시 많은 금융기관들이 정교한 수학적 모델을 사용했지만, 드문 사건(블랙 스완 사건)의 영향을 과소평가하여 대규모 손실을 입었다. 이러한 오류는 예측 모델이 일정한 룰 하에서만 작동할 수 있다는 전제를 무비판적으로 받아들인 결과였다.

### 예: 전쟁과 검역
또한, 그는 이라크 전쟁이나 COVID-19 범유행과 같은 사건들에서도 유희적 오류가 나타났다고 지적한다. 전쟁 계획이나 방역 정책은 일정한 시뮬레이션을 바탕으로 수립되었지만, 현실에서는 예측 불가능한 변수들이 개입되어 계획이 무너지는 일이 자주 발생했다.

## 플라토닉성과의 관계
유희적 오류는 나심 탈레브가 다음과 같이 정의한, 보다 일반적인 플라톤성 문제의 특정한 경우이다.
삼각형과 같은 순수하고 명확하게 정의되고 쉽게 식별할 수 있는 대상이나 우정이나 사랑과 같은 보다 사회적인 개념에 초점을 맞추는 대신, 겉보기에 더 지저분하고 다루기 힘든 구조의 대상을 무시하는 대가를 치르다.

## 학계의 반응
일부 학자들은 탈레브의 주장이 지나치게 통계학과 모델링을 폄하한다고 비판한다. 이들은 예측 모델이 완벽하진 않더라도 의사결정에 있어 유용한 도구가 될 수 있다고 본다. 반면, 다른 학자들은 유희적 오류 개념이 현대 사회의 리스크 관리 방식에 대해 중요한 경고라고 평가한다.
탈레브는 위험(risk)과 불확실성(uncertainty)을 구분한다. 위험은 확률적으로 계산 가능한 것이지만, 불확실성은 정의할 수 없는 무지(無知)의 상태다. 그는 유희적 오류가 이 둘을 동일시하는 데서 비롯되며, 이는 과학적 모델이 갖는 근본적 한계를 무시하는 태도라고 비판한다.

## 관련 개념
- 도박사의 오류
- 위험 관리
- 불확실성
- en

## 같이 보기
- 오류 목록
- en
- 모든 모델은 틀렸다
- en
- en
- en
- en
- en
- en
- en
- en
- en
- 지도-영토 관계
- en
- en
- en

## 참고문헌
1. ↑  Taleb, Nassim Nicholas. The Black Swan: The Impact of the Highly Improbable. Random House, 2007.
2. ↑  Taleb, Nassim (2007). The Black Swan. 뉴욕: 랜덤 하우스. 309쪽. ISBN 1-4000-6351-5.
3. ↑  Simpson, DP (1987). Cassell's Latin and English Dictionary. 뉴욕: Hungry Minds. 134쪽.
4. ↑  Richardson, Jacques (2013년 6월). “Book Review: Antifragile: Things that Gain from Disorder, by Nassim Nicholas Taleb”. 《World Futures Review》 5 (2): 219–221. doi:10.1177/1946756713491391. ISSN 1946-7567.
5. ↑  “An example … at the Monte Carlo Casino on August 18, 1913, when the ball fell in black 26 times in succession.… Gamblers lost millions of francs betting against black, reasoning incorrectly …” ― “Gambler’s fallacy,” English Wikipedia
6. ↑  Kruschke, J. K. (2014). Doing Bayesian Data Analysis: A Tutorial with R, JAGS, and Stan (2nd ed.). Academic Press.
7. ↑  Taleb, Nassim (2007). The Black Swan. 뉴욕: 랜덤 하우스. 309쪽. ISBN 1-4000-6351-5.
8. ↑  Fox, Justin. The Myth of the Rational Market. HarperBusiness, 2009.
9. ↑  Silver, Nate. The Signal and the Noise: Why So Many Predictions Fail—But Some Don't. Penguin Press, 2012.
10. ↑  en
11. ↑  Felli, G., & Spencer, M. (2018). "Model Risk in Decision Making: Beyond the Ludic Fallacy." *Risk Analysis*, 38(7), 1295–1306.
12. ↑  Taleb, Nassim Nicholas. The Black Swan: The Impact of the Highly Improbable. Random House, 2007.